# Velika nagrada Italije 1938
Velika nagrada Italije 1938 je bila četrta in zadnja dirka evropskega avtomobilističnega prvenstva v sezoni 1938. Potekala je 11. septembra 1938 na italijanskem dirkališču Autodromo Nazionale Monza.

## Poročilo

### Pred dirko
Auto Union je končno dirkal s pravimi dirkalniki Auto Union Typ D. Maseratijevo moštvo je pripeljalo tri dirkalnike Maserati 8CTF, Mercedes-Benz pa tri nove dirkalnike Mercedes-Benz W154 in enega starejšega za Hermanna Langa, ki ni bil zadovoljen z novim modelom na dirki za Veliko nagrado Švice. Hermann Paul Müller je bil najhitrejši na petkovih prostih treningih, toda v soboto so prva tri štartna mesta ponovno zasedli Mercedesovi dirkači, najboljši štartni položaj je osvojil Lang.

### Dirka
Na štartu je povedel Müller, sledil mu je Lang, ki je v ovinku Lesmo prevzel vodstvo, sledili so mu Müller, Richard Seaman in ostali. V drugem krogu je Rudolf Caracciola naredil napako v šikani in se zaril v bale sena. Moral je skočiti iz dirkalnika in ga poriniti iz sena, zaradi česar je padel na začelje. V istem krogu je kot prvi odstopil Christian Kautz. Tazio Nuvolari je po nekoliko slabšem startu prehiteval dirkača za dirkačem in se je prebil že na drugo mesto, ko pa je Lang zaradi težav z motorjem v osmem krogu upočasnil, je italijanski dirkač prevzel vodstvo. Seaman, ki se je pred tem boril za drugo mesto z Nuvolarijem, je v štirinajstem krogu odstopil zaradi okvare motorja, pet krogov kasneje se je podobno pripetilo tudi Manfredu von Brauchitschu. Drugouvrščeni Lang je poskušal slediti Nuvolariju, Auto Unionov dirkalnik je bil hitrejši na ravninah, Mercedesov pa v ovinkih. Lang je v devetindvajsetem krogu postavil najhitrejši krog dirke, toda s tem je popolnoma uničil že prej načet motor in moral odstopiti. Tudi še zadnji Mercedesov dirkač v konkurencu, Caracciola, je imel težave, saj je izpušni sistem puščal in ga opekel po nogah. Ob postanku je dirkalnik predal von Brauchitschu. 
Tako je imelo moštvo Auto Uniona trojno vodstvo, za Nuvolarijem sta bila uvrščena še Stuck in Müller. Za von Brauchitsch je bilo v dirkalniku že kmalu prevroče in dirkalnik je predal nazaj Caraccioli. Devetnajst krogov pred ciljen je Stuck odstopil zaradi okvare motorja, tri kroge pred ciljem pa se je enako primerilo še Müllerju. Nuvolari je tako z edinim še delujočim Auto Unionom dosegel zmago ob navdušenju gledalcev, drugo mesto je osvojil Giuseppe Farina, tretji pa je bil Caracciola v edinem še delujočem Mercedesu, s tem si je zagotovil naslov evropskega prvaka. Četrto mesto je osvojil Clemente Biondetti, peto pa Pietro Ghersi, ki je bil zadnji uvrščeni dirkač, po tem ko je bil Carlo Felice Trossi diskvalificiran zaradi pomoči mehanikov izven predela boksov. 

## Rezultati

### Štartna vrsta
| _______4_______ Müller Auto Union 2:34,4 |                                      | _______3_______ Caracciola Mercedes-Benz 2:33,3 |                                      | _______2_______ v. Brauchitsch Mercedes-Benz 2:33,1 |                                     | _______1_______ Lang Mercedes-Benz 2:32,4 |
|                                          | _______7_______ Kautz Auto Union     |                                                 | _______6_______ Seaman Mercedes-Benz |                                                     | _______5_______ Nuvolari Auto Union |                                           |
| _______11_______ Trossi Maserati         |                                      | _______10_______ Taruffi Alfa Romeo             |                                      | _______9_______ Wimille Alfa Romeo                  |                                     | _______8_______ Biondetti Alfa Romeo      |
|                                          | _______14_______ Stuck Auto Union    |                                                 | _______13_______ Farina Alfa Romeo   |                                                     | _______12_______ Villoresi Maserati |                                           |
|                                          | _______17_______ Belmondo Alfa Romeo |                                                 | _______16_______ Zehender Maserati   |                                                     | _______15_______ Ghersi Alfa Romeo  |                                           |

### Dirka
| Poz | Št | Dirkač                  | Moštvo               | Dirkalnik           | Krogi | Čas/Odstop  | Št. m. | Toč |
| --- | -- | ----------------------- | -------------------- | ------------------- | ----- | ----------- | ------ | --- |
| 1   | 22 | Tazio Nuvolari          | Auto Union           | Auto Union D        | 60    | 2:41:39,6   | 5      | 1   |
| 2   | 30 | Giuseppe Farina         | Alfa Corse           | Alfa Romeo Tipo 316 | 59    | +1 krog     | 13     | 2   |
| 3   | 12 | Rudolf Caracciola       | Daimler-Benz AG      | Mercedes-Benz W154  | 57    | +3 krogi    | 3      | 3   |
| 3   | 12 | Manfred von Brauchitsch | Daimler-Benz AG      | Mercedes-Benz W154  | 57    | +3 krogi    | 3      | -   |
| 4   | 6  | Clemente Biondetti      | Alfa Corse           | Alfa Romeo Tipo 316 | 57    | +3 krogi    | 8      | 4   |
| 5   | 2  | Pietro Ghersi           | Scuderia Torino      | Alfa Romeo Tipo 308 | 47    | +13 krogov  | 15     | 4   |
| Ods | 20 | Hermann Paul Müller     | Auto Union           | Auto Union D        | 57    |             | 4      | 4   |
| DSQ | 14 | Carlo Felice Trossi     | Officine A. Maserati | Maserati 8CTF       | 56    |             | 11     | 4   |
| Ods | 36 | Hans Stuck              | Auto Union           | Auto Union D        | 41    | Meh. okvara | 14     | 5   |
| Ods | 26 | Hermann Lang            | Daimler-Benz AG      | Mercedes-Benz W154  | 35    | Motor       | 1      | 5   |
| Ods | 8  | Luigi Villoresi         | Officine A. Maserati | Maserati 8CTF       | 24    | Meh. okvara | 12     | 6   |
| Ods | 4  | Manfred von Brauchitsch | Daimler-Benz AG      | Mercedes-Benz W154  | 19    | Meh. okvara | 2      | 6   |
| Ods | 28 | Jean-Pierre Wimille     | Alfa Corse           | Alfa Romeo Tipo 312 | 17    |             | 9      | 6   |
| Ods | 18 | Goffredo Zehender       | Officine A. Maserati | Maserati 8CTF       | 15    |             | 16     | 6   |
| Ods | 28 | Vittorio Belmondo       | Renato Balestrero    | Alfa Romeo Tipo 308 | 15    |             | 17     | 6   |
| Ods | 16 | Richard Seaman          | Daimler-Benz AG      | Mercedes-Benz W154  | 11    | Motor       | 6      | 7   |
| Ods | 34 | Piero Taruffi           | Alfa Corse           | Alfa Romeo Tipo 312 | 10    | Meh. okvara | 10     | 7   |
| Ods | 24 | Christian Kautz         | Auto Union           | Auto Union D        | 2     |             | 7      | 7   |